# Teco Celio
Francesco Celio, detto Teco (Lugano, 17 ottobre 1952), è un attore svizzero.

## Biografia
Figlio di Nello Celio, politico e presidente della Confederazione svizzera negli anni settanta, si trasferisce per intraprendere la carriera di attore prima a Parigi, in serie televisive francesi, e infine a Roma, dove debutta cinematograficamente negli anni ottanta.

## Filmografia parziale

### Cinema
- Innocenza, regia di Villi Hermann (1986)
- Family Express, regia di George Nicolas Hayek (1990)
- Tre colori - Film rosso (Trois couleurs : Rouge), regia di Krzysztof Kieślowski (1994)
- La tregua, regia di Francesco Rosi (1997)
- Una vita alla rovescia, regia di Rolando Colla (1998)
- Beresina ovvero gli ultimi giorni della Svizzera, regia di Daniel Schmid (1999)
- L'amore probabilmente, regia di Giuseppe Bertolucci (2001)
- Fame chimica, regia di Antonio Bocola e Paolo Vari (2003)
- A casa nostra, regia di Francesca Comencini (2006)
- Non pensarci, regia di Gianni Zanasi (2007)
- Italian Dream, regia di Sandro Baldoni (2008)
- La valle delle ombre, regia di Mihály Györik (2009)
- Due vite per caso, regia di Alessandro Aronadio (2010)
- Sinestesia, regia di Erik Bernasconi (2010)
- Benvenuti al Sud, regia di Luca Miniero (2010)
- Figli delle stelle, regia di Lucio Pellegrini (2010)
- Ti presento un amico, regia di Carlo Vanzina (2010)
- L'ultimo terrestre, regia di Gipi (2011)
- Habemus Papam, regia di Nanni Moretti (2011)
- Benvenuti al Nord, regia di Luca Miniero (2012)
- Tutto tutto niente niente, regia di Giulio Manfredonia (2012)
- Zoran - Il mio nipote scemo, regia di Matteo Oleotto (2013)
- Un matrimonio da favola, regia di Carlo Vanzina (2014)
- La buca, regia di Daniele Ciprì (2014)
- La felicità è un sistema complesso, regia di Gianni Zanasi (2015)
- Non si ruba a casa dei ladri, regia di Carlo Vanzina (2016)
- Finché c'è prosecco c'è speranza, regia di Antonio Padovan (2017)
- Frontaliers Disaster, regia di Alberto Meroni (2017)
- La profezia dell'armadillo, regia di Emanuele Scaringi (2018)
- Troppa grazia, regia di Gianni Zanasi (2018)
- Ma cosa ci dice il cervello, regia di Riccardo Milani (2019)
- Il grande passo, regia di Antonio Padovan (2019)
- Pinocchio, regia di Matteo Garrone (2019)
- L'incredibile storia dell'Isola delle Rose, regia di Sydney Sibilia (2020)
- Tre piani, regia di Nanni Moretti (2021) – cameo
- War - La guerra desiderata, regia di Gianni Zanasi (2022)
- Il sol dell'avvenire, regia di Nanni Moretti (2023)
- Io vivo altrove!, regia di Giuseppe Battiston (2023)
- La tentazione di esistere, regia Fabio Pellegrinelli (2023)
- The Palace, regia di Roman Polański (2023)

### Televisione
- Mai con i quadri, regia di Mario Caiano – miniserie TV (1999)
- Cefalonia, regia di Riccardo Milani – miniserie TV (2005)
- Non pensarci - La serie – serie TV (2009)
- Gli ultimi del paradiso, regia di Luciano Manuzzi – miniserie TV (2010)
- Una pallottola nel cuore – serie TV (2014)
- Non uccidere – serie TV, episodio 1x07 (2015)
- 1992 – serie TV (2015)
- 1993 – serie TV (2017)
- 1994 – serie TV (2019)
- Lontano da te – serie TV (2019)
- Volevo fare la rockstar – serie TV (2019)

## Doppiatori italiani
- Claudio Fattoretto in Tre colori - Film rosso

## Premi e riconoscimenti
- Locarno Festival

2015 - Cinema Ticino award